# Vinzenz Wanitschke
Vinzenz Wanitschke (* 19. Juni 1932 in Deschney-Hinterwinkel, Tschechoslowakei; † 14. März 2012 in Dresden) war ein deutscher Bildhauer.

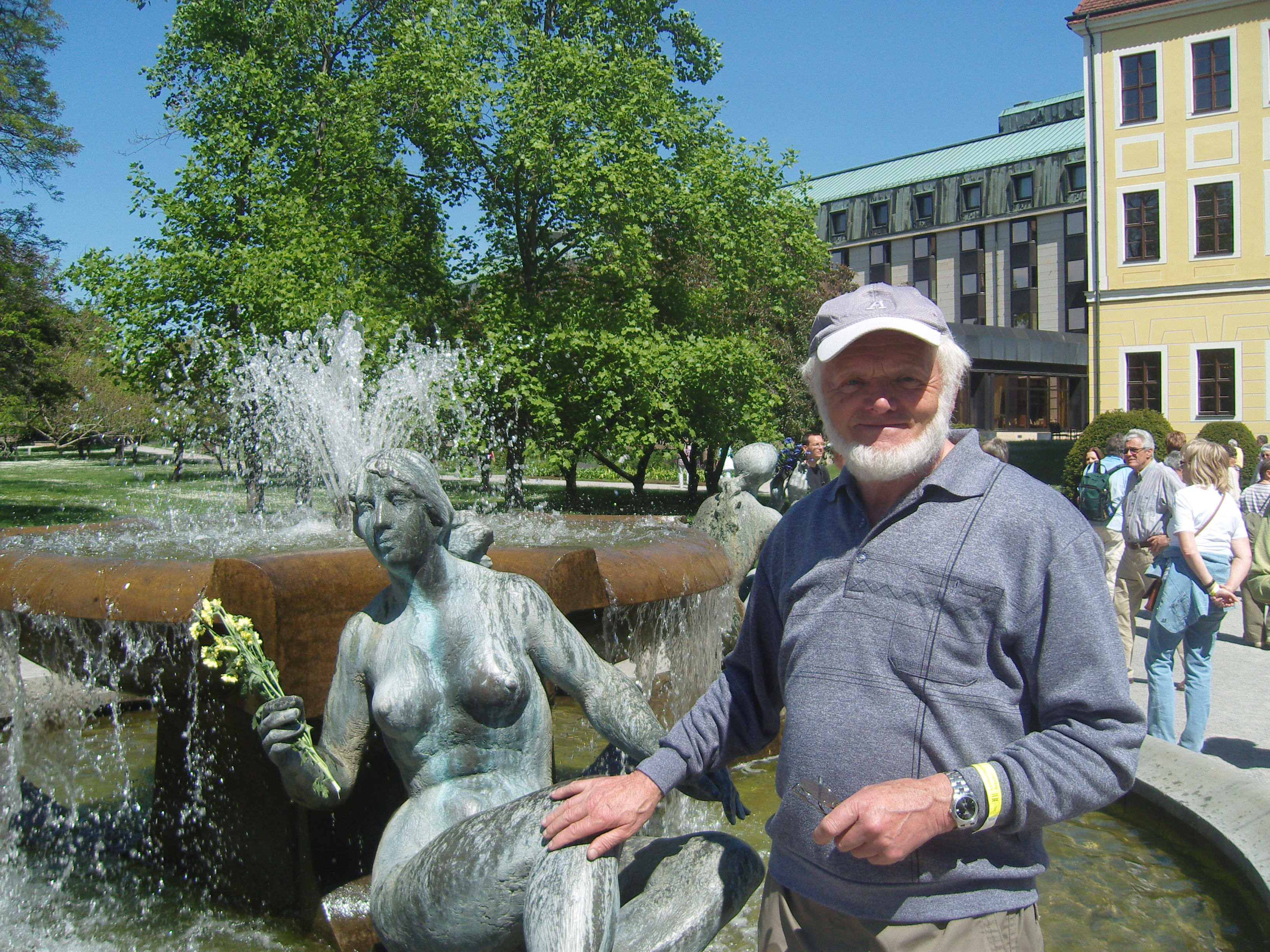
Wanitschke am Brunnentag 2011 in Dresden vor dem Brunnen Drei Grazien

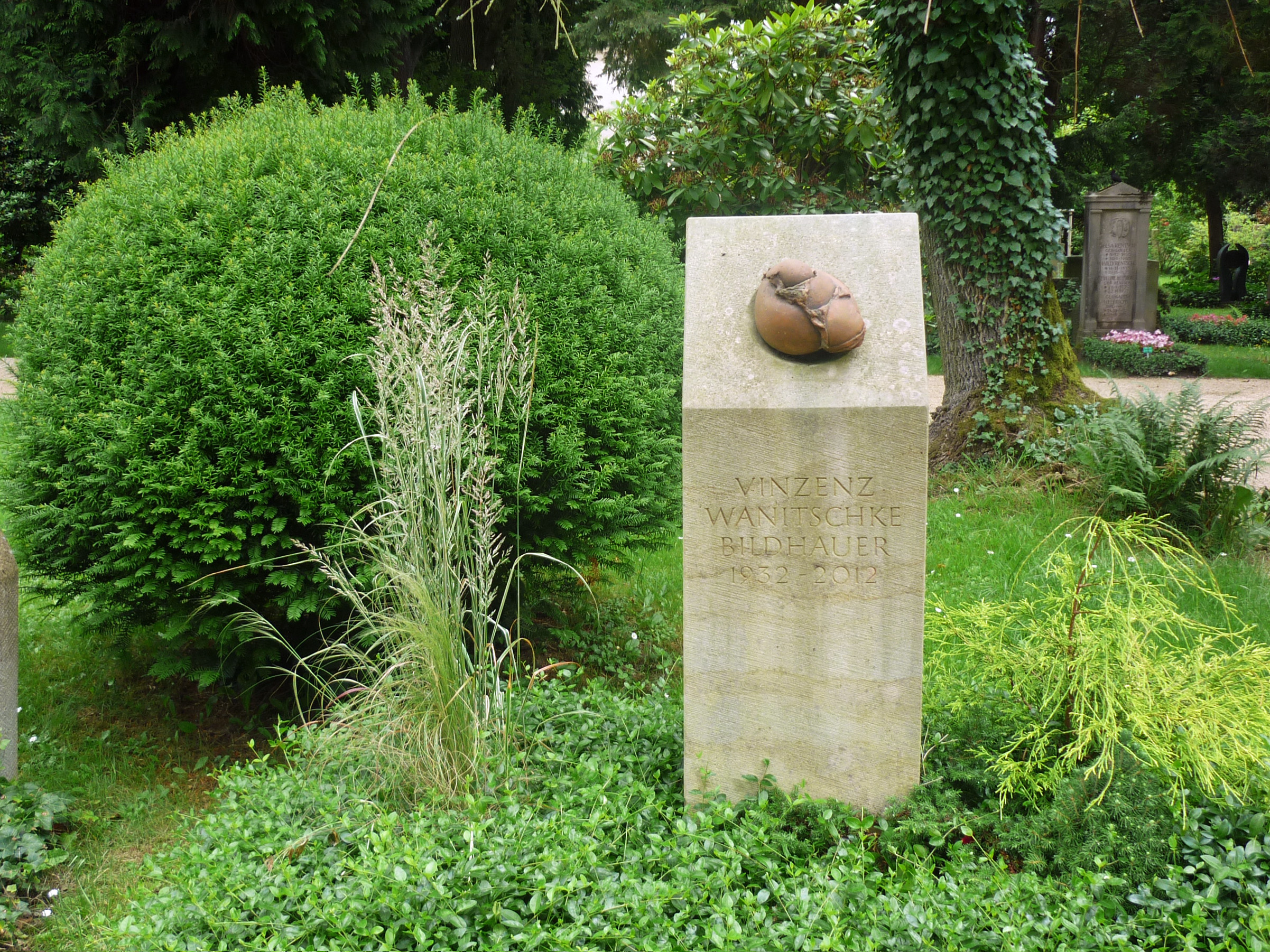
Grab von Vinzenz Wanitschke auf dem Loschwitzer Friedhof

## Leben
Von 1938 bis 1944 besuchte Wanitschke die Grundschule in Deschney und in Rokitnitz im Adlergebirge. Im Jahr 1946 wurde die Familie vertrieben und ließ sich in Neubrandenburg nieder. Hier besuchte Wanitschke von 1946 bis 1948 die Schule und begann anschließend eine Lehre zum Holzbildhauer in Neubrandenburg, die er 1950 abschloss.
Von 1950 bis 1953 studierte er an der Fachschule für Angewandte Kunst in Wismar und von 1953 bis 1958 an der Hochschule für Bildende Künste Dresden, wo er unter anderem bei Walter Arnold und Hans Steger lernte. Seit 1958 arbeitete er freischaffend als Künstler in Dresden-Hosterwitz. Bekannt ist Wanitschke vor allem für seine Bronzeplastiken. Er war Mitglied der Produktionsgenossenschaft Bildender Künstler Kunst am Bau und bis 1990 des Verbands Bildender Künstler der DDR. Wanitschke hatte in der Zeit DDR im In- und Ausland eine große Zahl von Einzelausstellungen und Ausstellungsbeteiligungen, u. a. von 1962 bis 1988, außer 1982/1983, an fünf Deutschen Kunstausstellungen bzw. Kunstausstellungen der DDR in Dresden.
Er verstarb nach kurzer schwerer Krankheit und wurde auf dem Loschwitzer Friedhof beigesetzt.

## Werke

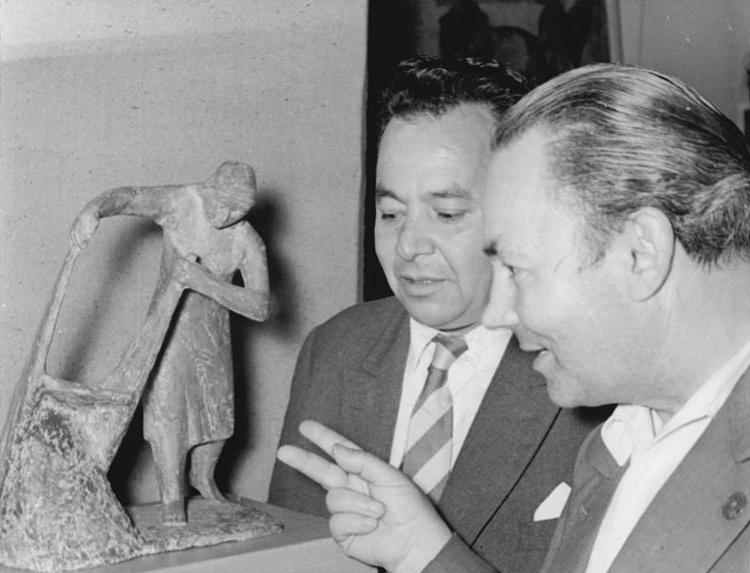
Wanitschke (rechts) erklärt 1960 seine Plastik „Meine Verpflichtung“

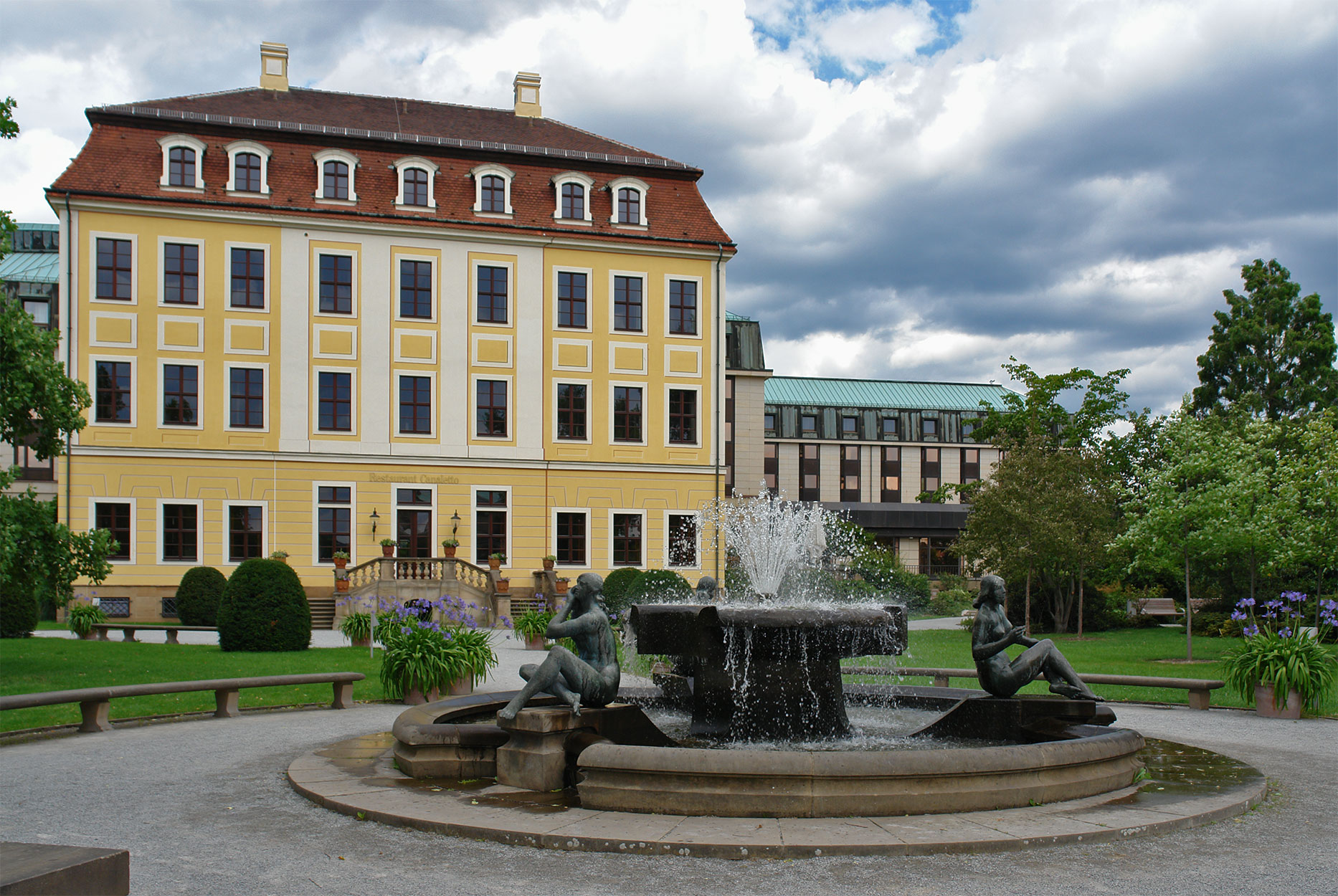
Brunnen am Hotel Bellevue

### Dresden
Ein Großteil seiner Werke ist beziehungsweise war in Dresden aufgestellt.
Denkmäler und Plastiken

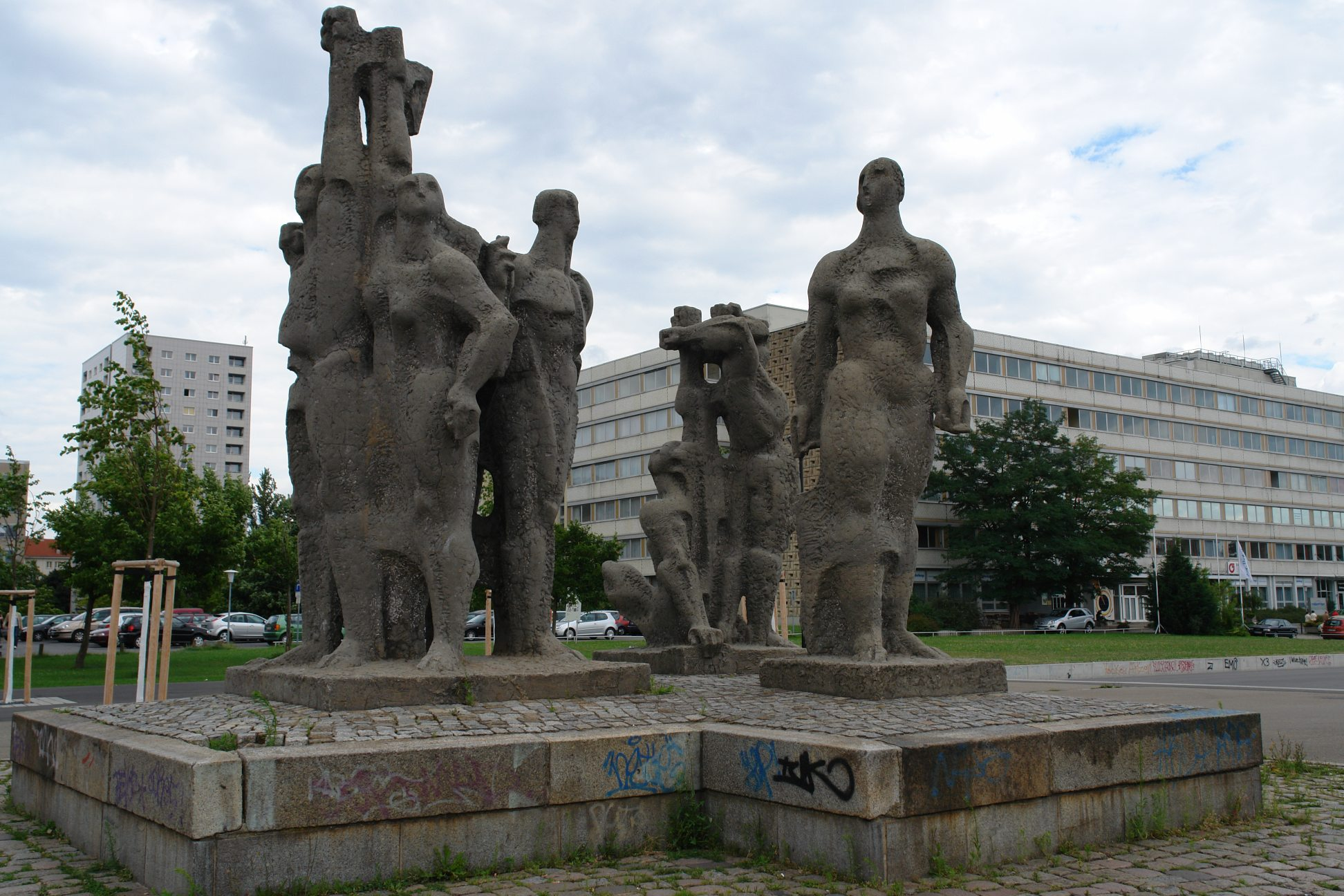
Proletarischer Internationalismus

Im Jahr 1975 wurde am Dr.-Külz-Ring vorm Ringcafé die Kleinplastik „Sonne – Mond“ aufgestellt. Die Bronzeplastik ist ohne Sockel 1,25 Meter hoch.
An der Einmündung der Lingnerstraße in die St. Petersburger Straße steht die Betongruppenplastik „Proletarischer Internationalismus“. Sie ist 3,8 Meter hoch, die Figuren 3 Meter. Wanitschke schuf diese Plastik von 1979 bis 1982.
Das „Planetendenkmal“ steht seit 1988 auf der Brühlschen Terrasse. Es besteht aus einer bronzenen Kugel mit einem Durchmesser von 1,2 Metern, aus der Kristalle herauswachsen, die die sich ständig verändernde Welt darstellen. Im Boden um das 10 mal 10 Meter große Kunstwerk sind Bronzemedaillons mit Planetennamen eingelassen, die an die Bastionen der Dresdner Befestigungsanlagen erinnern.
Wanitschke arbeitete an der Rekonstruktion des nordwestlichen Treppenturms des Dresdner Schlosses mit. Beim Wiederaufbau der Dresdner Frauenkirche schuf er von 1998 bis 2004 unter anderem den Verkündungsengel, die Gloriole mit 14 Engelsköpfen und den Kreuz tragenden Engel und nahm Ergänzungen an der Empore, am Orgelprospekt und am Altar vor.
1962 entwarf Wanitschke zusammen mit Egmar Ponndorf und Johannes Peschel den Prototyp einer Kinderrutsche in Elefantenform. Die ersten beiden Exemplare wurden in Dresden und Leipzig aufgestellt, weitere Exemplare aus Betonfertigteilen danach in der ganzen DDR.
Brunnen

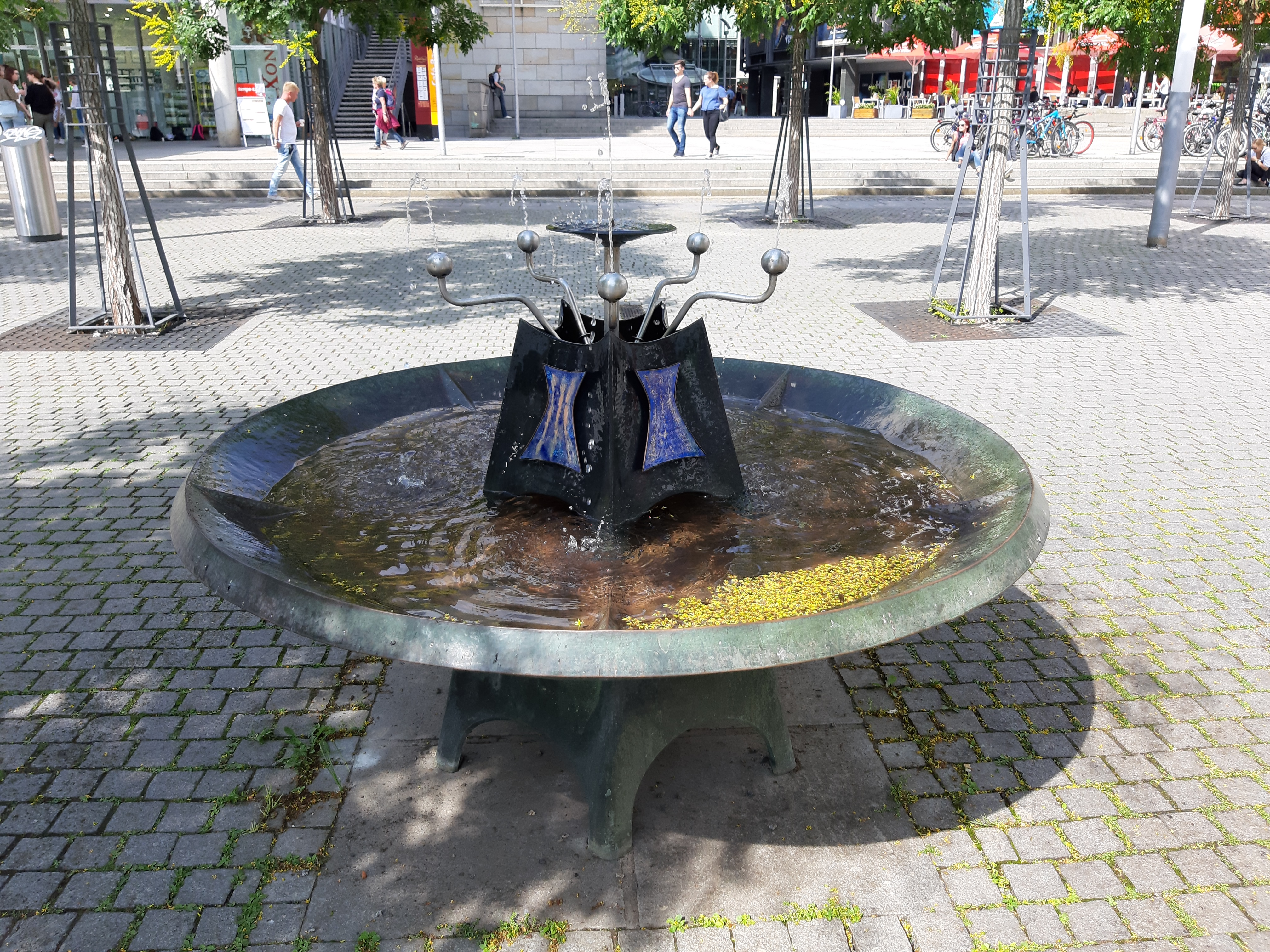
„Trinkbrunnen“

Der Brunnen „Mutter und Kind“ wurde 1963 auf der Beethovenstraße enthüllt. An einem runden Becken saß eine Mutter, die auf ihren Knien ein Kind hält. Bei der Sanierung des Brunnens 2003/04 wurde das Brunnenbecken zugeschüttet und durch einen Kugelbrunnen aus südafrikanischem Granit ersetzt. Die Bronzeplastiken sind jedoch weiterhin erhalten. Die neue Brunnenanlage wurde 2004 wiedereingeweiht.
Auf der Prager Straße wurde 1969 der aus emaillierter Bronze bestehende „Trinkbrunnen“ von Wanitschke aufgestellt. Gefertigt hatte ihn die Dresdner Kunstschmiede Karl Bergmann. Der Brunnen steht auf fünf Stelzen. Aus dem Becken ragen ebenfalls auf Stelzen stehend fünf kleine Kugeln auf, die als Wasserspender dienen. Nachdem der Brunnen über mehrere Jahre trocken stand, wurde er im Mai 2008 saniert und steht inzwischen wieder in der Nähe des Rundkinos. Seit Juli 2019 ist der Brunnen wieder als Trinkbrunnen in Betrieb. Die Sanierung insbesondere der Emaillen hat rund 8500 Euro gekostet.
In der Gartenanlage des Hotel Bellevue steht der 1985 aufgestellte Brunnen „Drei Grazien“. Um ein Sandsteinbecken sitzen drei überlebensgroße Frauenfiguren aus Bronze. Das Becken mit einem Durchmesser von 5,7 Metern hat einen kurvenförmigen Grundriss und besteht aus Postaer Sandstein.

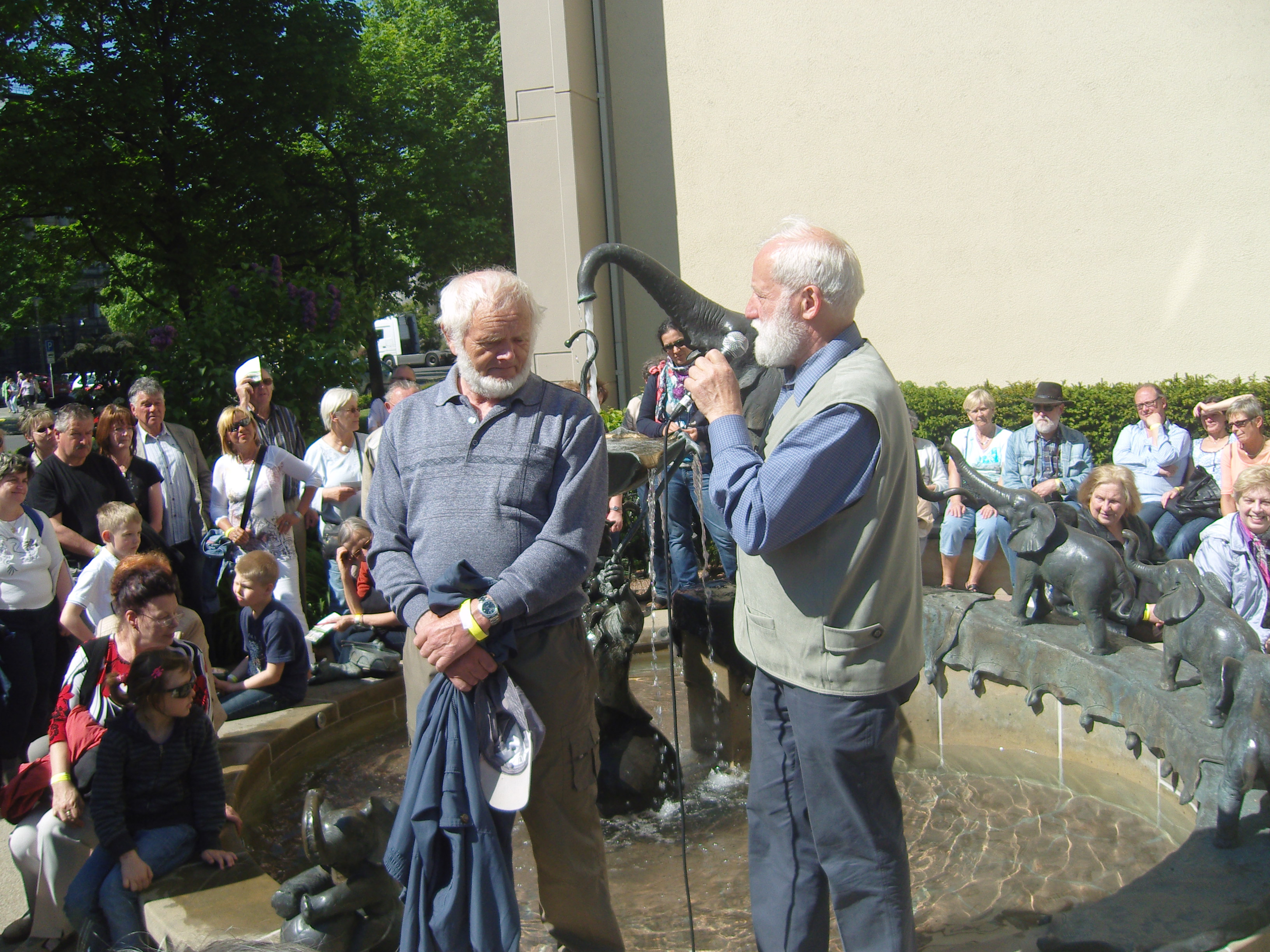
Wanitschke (links) und Springbrunnenbauer Eberhard Grundmann am Sarrasani-Brunnen

In der Sarrasanistraße steht der von Wanitschke geschaffene „Sarrasani-Brunnen“, der im Jahr 2007 übergeben wurde. Die Bronzefiguren des Brunnens wurden in Rabenau gegossen und nehmen das Motiv der Elefantenformation auf, die Vinzenz Wanitschke bereits bei einem Gedenkstein an den Zirkus Sarrasani unweit des Brunnens verwendete.
Gedenktafeln

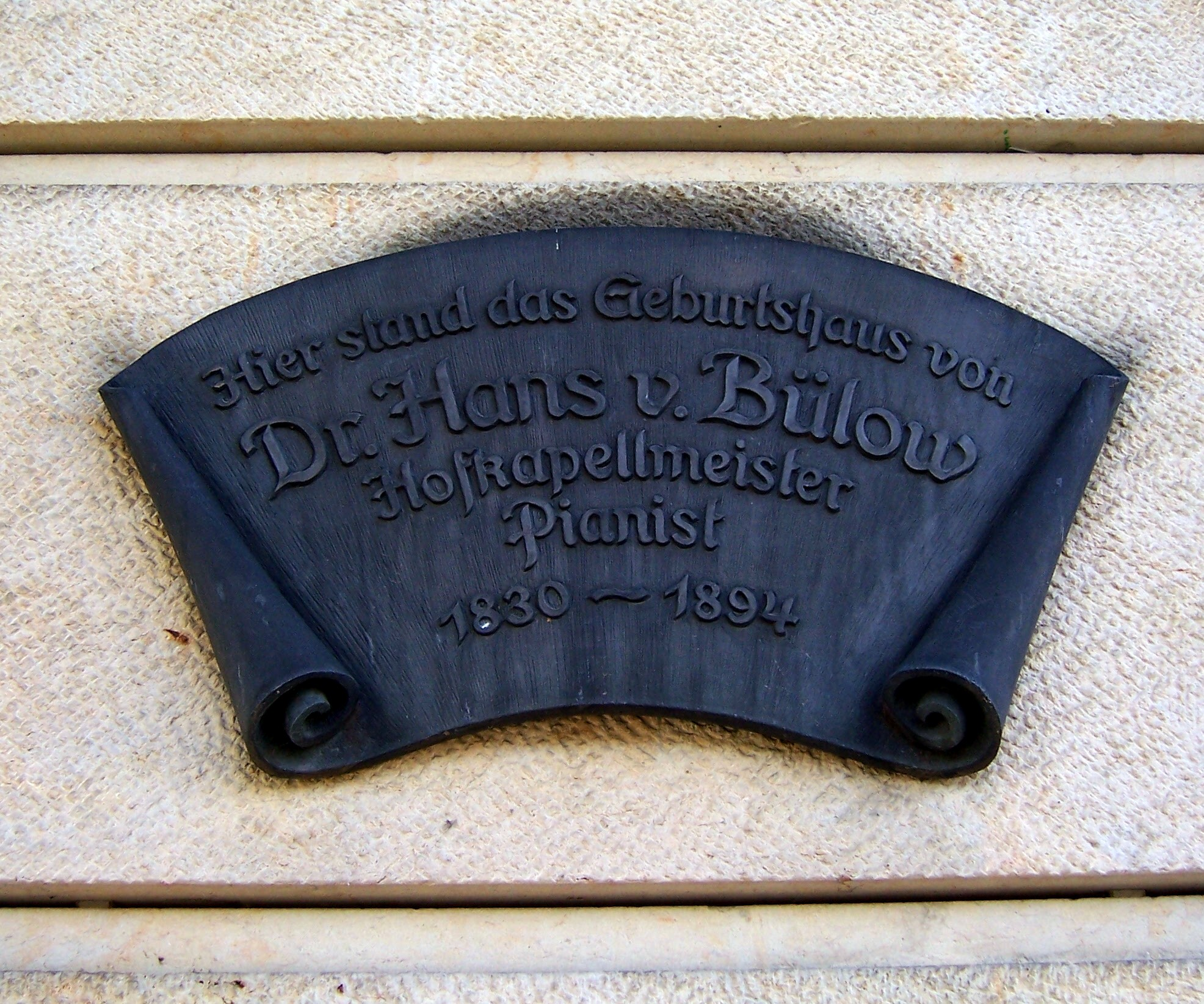
Gedenktafel an Hans von Bülow

Am Eingang des Fußgängertunnels in der Inneren Neustadt ist ein von Wanitschke geschaffenes Relief zur Dresdner Geschichte angebracht. Es wurde 1978/1979 angefertigt und zeigt die Dresdner Neustadt und die Altstadt. Daneben sind thematisch zugehörige Reliefs von Egmar Ponndorf, Dietrich Nitzsche und Peter Makolies zu sehen.
Wanitschke schuf 1994 die Gedenktafel an den Hofkapellmeister und Pianisten Hans von Bülow. Diese befindet sich neben dem Eingang zum Bankettsaal des Hotels Bellevue. Die Tafel mit der Größe 40 mal 60 Zentimeter hat die Form eines beidseitig eingerollten Notenblatts. Bülows Geburtshaus stand in unmittelbarer Nähe in der Körnerstraße, dem ehemaligen Kohlmarkt.
Am Carolaplatz befindet sich eine Bronzegedenkplatte auf einem Sandsteinsockel. Diese Gedenktafel erinnert an den Zirkusbau Sarrasani, der in der Nähe stand.
Seit Mai 1995 erinnert eine von Wanitschke geschaffene Gedenktafel am Taschenbergpalais in der Kleinen Brüdergasse an den Kirchenmusiker Jan Dismas Zelenka. In unmittelbarer Nähe stand sein Wohn- und Sterbehaus.
In der Hauptstraße 9 erinnern zwei Tafeln an Ernst Traugott Tischer. Tischer lebte in diesem Haus von 1869 bis 1873, er war Braumeister des Polnischen Brauhauses und Förderer des Dresdner Bürgerhospitals. Das Porträtrelief mit den Maßen 70 mal 59 Zentimeter wurde 1898 von Max Geissler geschaffen. Wanitschke schuf die Zusatztafel (49 mal 58 Zentimeter). Beide Tafeln wurden am 22. Mai 1996 enthüllt.

### Senftenberg
Im Krankenhaus in der brandenburgischen Bergarbeiterstadt Senftenberg steht seit Dezember 2000 die von Wanitschke geschaffene Bronzeplastik „St. Barbara“, die Schutzheilige der Bergleute.

### Cottbus
Die Plastik „Spreewaldkahn“ an der sogenannten Cottbuser Stadtmauer wurde bereits in den 1970er-Jahren abgebaut und gesichert, da durch Vandalismus Teile abgeschlagen wurden. Heute ist sie im Park des Cottbuser Carl-Thiem-Klinikums aufgestellt.

### Weitere Orte

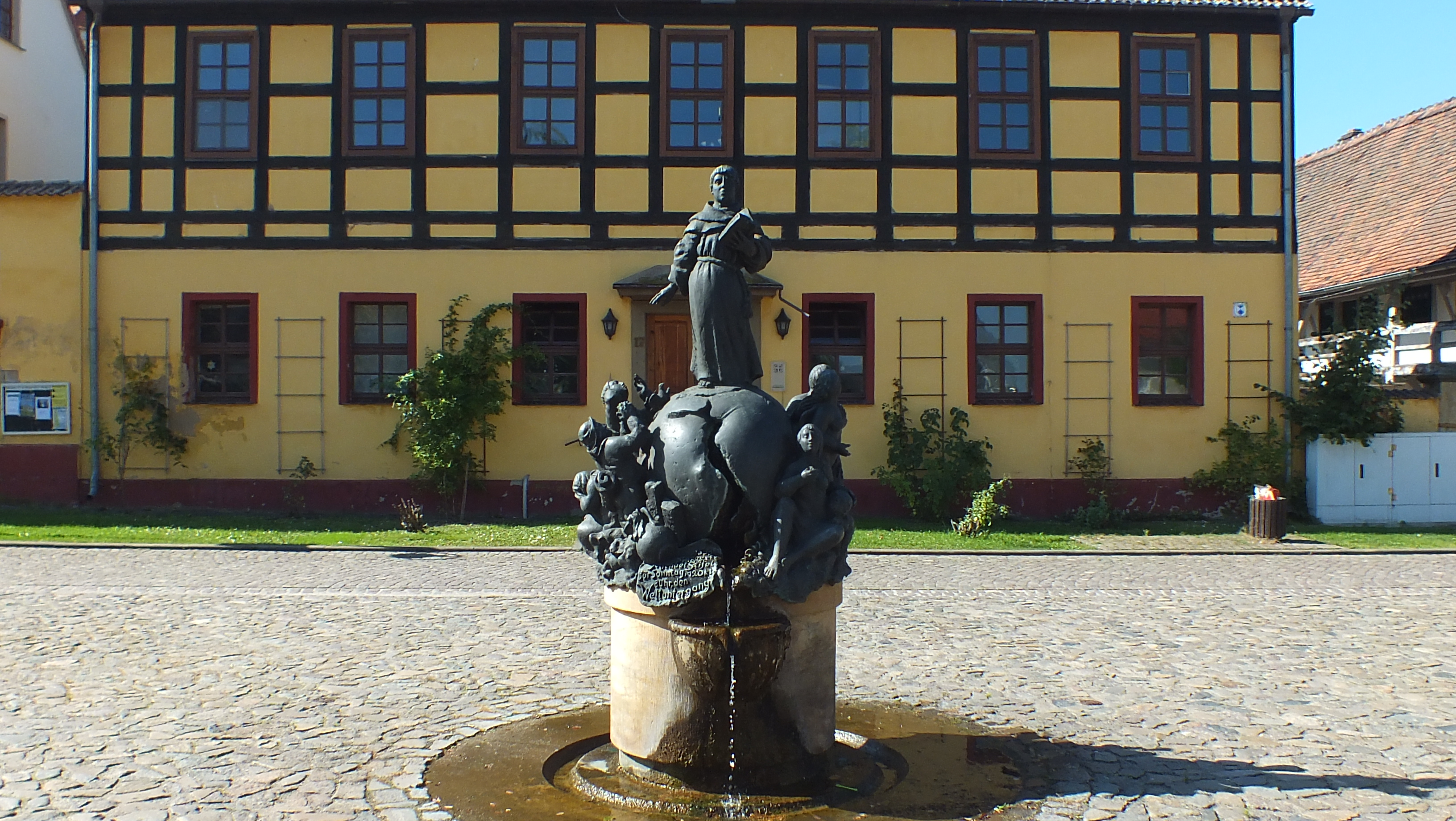
Brunnen für Michael Stifel in Annaburg

Weitere freistehende oder architekturbezogene Kunstwerke Wanitschkes stehen in Potsdam, Pasewalk und Halle (Saale) sowie in Sachsen in Riesa, Oschatz, Pirna (Denkmalgeschützte Bronzeplastik „Sitzendes Paar“, Varkausring, Sonnenstein), Chemnitz und Rodewisch.
Brunnen Wanitschkes stehen unter anderem in Ebersbach/Sa., Döbeln, Neustadt in Sachsen und Hartha sowie der Stifelbrunnen in Annaburg und ein Brunnen in den Dornburger Schlössern bei Jena.

## Ehrungen
- 1960: Kunstpreis des Edelstahlwerks in Freital (für die Plastik Oberschmelzer B.[11])
- 1973: Kunstpreis der Stadt Halle/Saale
- 1974: Kunstpreis des FDGB (im Kollektiv)
- 1979: Verdienstmedaille der DDR
- 1982: Banner der Arbeit Stufe III
- 1987: Martin-Andersen-Nexö-Kunstpreis
- 1988: „Bürgerpreis“ der IV. Triennale Kleinplastik in Fellbach.